# Some Enchanted Evening (chanson)
Pour les articles homonymes, voir Some Enchanted Evening.
Some Enchanted Evening est une chanson américaine écrite par Richard Rodgers et Oscar Hammerstein II pour leur comédie musicale South Pacific (créée à Broadway en 1949).
L'action de la comédie musicale se passe durant la Seconde Guerre mondiale sur une île du Pacifique Sud, où un détachement de la marine américaine est déployé. La chanson est chantée par le personnage principal masculin, un planteur français nommé Emile de Becque. C'est une chanson d'amour passionnée. Il la chante quand il découvre qu'il est tombé amoureux de Nellie Forbush, une infirmière navale américaine.

## Accolades
La chanson, dans la version du film South Pacific sorti en 1958, est classée 28e dans la liste des « 100 plus grandes chansons du cinéma américain » selon l'American Film Institute (AFI). Le protagoniste est joué dans le film par Rossano Brazzi. Giorgio Tozzi lui prêté sa voix de chant.